# Skolig al Louarn
 (août 2017).
Skolig al Louarn (littéralement la « petite école du renard », signifiant en breton faire l’école buissonnière) était un centre culturel fondé en 1981 par Sœur Anna-Vari Arzur à Plouvien dans le Léon (Nord-Finistère) pour défendre la langue et le patrimoine culturel breton, notamment auprès des enfants.
La maison d'édition a été liquidée à la suite du décès de sa fondatrice en 2009. Le centre culturel ainsi que le musée, ont été repris par une association et ont fermé leurs portes en 2016. Le bâtiment abrite désormais la médiathèque de Plouvien.

## Centre culturel et projet pédagogique
Le centre Skolig al Louarn proposait des activités en breton pour les enfants de 6 à 12 ans, basées sur le jeu et le questionnement (d’où son nom de « petite école du renard »), pour découvrir l’histoire, la langue et la culture bretonne. Un petit musée à l’intérieur du centre permettait aux enfants de découvrir la vie rurale du début du XXe siècle en Bretagne. 
En outre, pendant une quinzaine d’années, Anna-Vari Arzur et le centre Skolig al Louarn ont aidé de nombreux enseignants des classes primaires de l’enseignement catholique (du Finistère au début, puis des autres départements bretons) à réaliser avec leurs classes des travaux de découverte sur l’histoire, la géographie et la langue bretonne. Ceux-ci déboucheront sur une dizaine d’ouvrages publiés entre 1987 et 2002 aux éditions Skolig al Louarn, « en collaboration avec près de 10 000 écoliers de toute la Bretagne ».
Le centre Skolig al Louarn proposait également des cours de breton à Plouvien.

## Maison d'éditions
Skolig al Louarn était devenu également une maison d'édition, publiant plusieurs ouvrages issus du travail de collecte, d’écriture et d’illustration (photos, dessins) de milliers d'enfants sur l’histoire et la géographie de la Bretagne, ou encore sur  les proverbes bretons.
- Pa ri ti ro, 1000 proverbes en breton par 2000 petits Léonards, Plouvien, Skolig-al-Louarn, 1988, 198 p.

### Collection "Dire la Bretagne"
- Dis raconte-moi la Bretagne, Kont din 'ta va Bro :
  - version française : Dis raconte-moi la Bretagne, par 1500 enfants du Finistère, Plouvien, Skolig-al-Louarn, 1987, 163 p. en quadrichromie  (ISBN 978-2-950204-90-5) ; 2e ed. 1992, 168 p. en quadrichromie  (ISBN 978-2-950204-94-3)
  - version bretonne : Kont din 'ta va Bro, gand 1500 bugel euz Penn-ar-Bed, Plouvien, Skolig-al-Louarn, 1987, 163 p. en quadrichromie ; 2e ed. 1992, 168 p. en quadrichromie  (ISBN 978-2-950204-95-0)
- Dis, montre-moi la Bretagne. Va Bro, etre eur zell hag eur gwél (livre de géographie de la Bretagne, bilingue), Plouvien, Skolig-al-Louarn, 1989, 432 p. en quadrichromie  (ISBN 978-2-950204-92-9)
- Dis, explique-moi la naissance de mon pays. Va bro, gwechall ha bremañ, Plouvien, Skolig-al-Louarn, 1992, 216 p. en quadrichromie  (ISBN 978-2-950204-93-6)
- Dis-moi comment ils parlent. Komzou tud ar vro, 2500 proverbes par 2500 enfants du Finistère et du Morbihan (bilingue), Plouvien, Skolig-al-Louarn, 1994, 197 p. en quadrichromie.  (ISBN 978-2-950204-96-7)
- Regards d'enfants sur les moulins de l'Aber-Benoît. Milinou an Aber-Benead gwelet gand bugale (bilingue), Plouvien, Skolig-al-Louarn, 1997, 183 p. en quadrichromie  (ISBN 978-2-950204-97-4)
- Regards d'enfants sur les moulins de l'Aber-Wrac'h. Milinou an Aber-Ac'h gwelet gand bugale (bilingue), Plouvien, Skolig-al-Louarn, 2000, 223 p. en quadrichromie  (ISBN 978-2-951618-80-0)
- Regards d’enfants sur l’histoire de la Bretagne. Istor ar vro gwelet gand bugale, Plouvien, Skolig-al-Louarn, 2002, 232 p. en quadrichromie  (ISBN 978-2-951618-81-7)

### Autres ouvrages
- Plouvien... vous connaissez ?, Plouvien, Skolig-al-Louarn, (sd), 129 p.
- Louis Bothorel, Plouvien : La Vie du bourg entre les deux guerres, 1919-1939, Plouvien, Skolig-al-Louarn, 1988, 54 p.  (ISBN 978-2-950204-91-2)
- Louis Bothorel, Les Moulins de l'Aber-Benead, Plouvien, Skolig-al-Louarn, 1988, 107 p.
- Louis Bothorel, Plouvien, août 1944 : les civils dans la guerre, la bataille de Plouvien, Plouvien, Skolig-al-Louarn, 1989, 154 p. ; 2e éd. rev. et complétée, 2003, 177 p.  (ISBN 978-2-951618-82-4)
- Plouvien... vous connaissez ? Église, Chapelles, Croix, Calvaires, Plouvien, Skolig-al-Louarn, 1990, 215 p.
- Anna-Vari Arzur, Il s’appelait Jaoua, comme des centaines d'autres, un jour il a pris la mer, Plouvien, Skolig-al-Louarn, 1998, 25 p.  (ISBN 2-9502049-8-8)
- Catherine Le Roux, Sant-Yann Balanant, Plouvien, Skolig-al-Louarn, 1999, 40 p.  (ISBN 2-9502049-96)
- Annaïg Guedes, Véronique Gouez, Un renard pour maître d'école, Plouvien, Skolig-al-Louarn, 2001, 119 p.
- Regards d'hier et d'aujourd'hui sur les Paysans du Bas-Léon : Plouyen dec'h hag hirio, Plouvien, Skolig-al-Louarn, 2007, 402 p.  (ISBN 978-2-951618-84-8)

## Le musée
À la disparition des éditions du même nom et jusqu'en 2016, le centre culturel Skolig-Al-Louarn est devenu un écomusée géré par l’association Skolig Anna Vari, rendant ainsi hommage à sa fondatrice décédée en mai 2009
.